# Pont-Bellanger
Pont-Bellanger là một xã ở tỉnh Calvados, thuộc vùng Normandie ở tây bắc nước Pháp.

## Dân số
| Năm    | 1962 | 1968 | 1975 | 1982 | 1990 | 1999 |
| ------ | ---- | ---- | ---- | ---- | ---- | ---- |
| Dân số | 123  | 121  | 100  | 82   | 80   | 87   |